# NGC 3675
NGC 3675 أو إن جي سي 3675 هي مجرة حلزونية ضمن كوكبة الدب الأكبر. تم اكتشافها من قبل ويليام هيرشل في 1788. تبعد عن الأرض 50 مليون سنة ضوئية.